# مطار قيانجيانغ والينغشان
مطار قيانجيانغ والينغشان (بالإنجليزية: Qianjiang Wulingshan Airport)‏ و(بالصينية: 黔江武陵山机场) (إياتا: JIQ، إيكاو: ZUQJ) مطار عام يقع بمدينة Zhoubai في الصين. يبلغ طول المدرج 2400 م .

## شركات الطيران والوجهات
| شركـات طيـران       | الوجهات                                                                                |
| ------------------- | -------------------------------------------------------------------------------------- |
| طيران الصين اكسبرس  | مطار تشونغتشينغ جيانغبى الدولي                                                         |
| خطوط هاينان الجوية  | مطار تشونغتشينغ جيانغبى الدولي، مطار قوانغتشو باييون الدولي                            |
| Qingdao Airlines    | مطار قويلين يانغ جيانغ الدولي، مطار جينجيانغ تشيوانتشو                                 |
| سبرينغ (شركة طيران) | مطار تشونغتشينغ جيانغبى الدولي، مطار كونمينغ جانغشوي الدولي، مطار شانغهاي بودنغ الدولي |
| West Air ‏           | مطار حيفي شينكياو الدولي، مطار لاسا الدولي                                             |

## وصلات خارجية
- http://www.flightstats.com/go/Airport/airportDetails.do?airportCode=JIQ